# Irmtraud Morgner

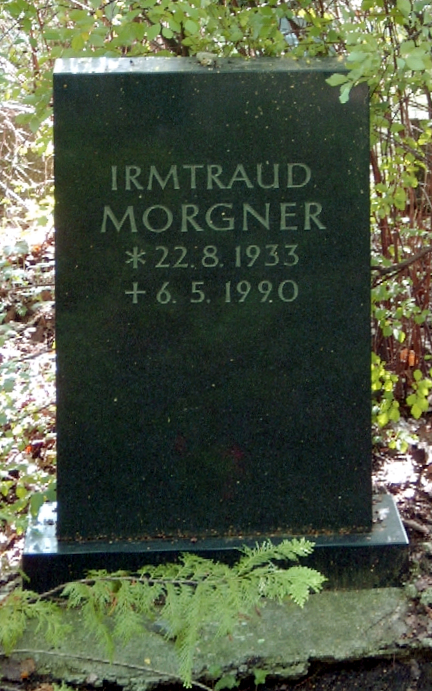
Pomnik Irmtraud Morgner

Irmtraud Morgner (ur. 22 sierpnia 1933 jako Irmtraud Elfriede Morgner w Chemnitz; zm. 6 maja 1990 w Berlinie) – niemiecka pisarka.
W 1975 została laureatką Nagrody Heinricha Manna.

## Dzieła
- Das Signal steht auf Fahrt, n 1959
- Ein Haus am Rand der Stadt, 1962
- Hochzeit in Konstantinopel, 1968
- Gauklerlegende, 1970
- Die wundersamen Reisen Gustavs des Weltfahrers, 1972
- Leben und Abenteuer der Trobadora Beatriz nach Zeugnissen ihrer Spielfrau Laura, 1974
- Geschlechtertausch, 1980
- Amanda, Berlin 1983
- Die Hexe im Landhaus, 1984
- Der Schöne und das Biest, 1991
- Rumba auf einen Herbst, 1992
- Das heroische Testament, 1998

## Opracowania
- Anneliese Stawström: Studien zur Menschwerdungsthematik in Irmtraud Morgners "Leben und Abenteuer der Trobadora Beatriz nach Zeugnissen ihrer Spielfrau Laura – Roman in 13 Büchern und 7 Intermezzos", Stockholm 1987
- Marlis Gerhardt (Hrsg.): Irmtraud Morgner, Frankfurt am Main 1990
- Kristine von Soden (Hrsg.): Irmtraud Morgners hexische Weltfahrt, Berlin 1991
- Hildegard M. Pietsch: Anspielung, Zitat und Montage in Irmtraud Morgners "Amanda – ein Hexenroman", Saint Louis, Mo. 1991
- Anneliese Stawström: "Das Ende war der Anfang meiner größten Illusion", Stockholm 1991
- Gabriela Scherer: Zwischen "Bitterfeld" und "Orplid", Bern [u. a.] 1992
- Ferdinand Habsburg: Die Wiederentdeckung des Wunderbaren, Berlin 1993
- Synnöve Clason: Der Faustroman "Trobadora Beatriz", Stockholm 1994
- Stephanie Hanel: Literarischer Widerstand zwischen Phantastischem und Alltäglichem, Pfaffenweiler 1995
- Alison Lewis: Subverting patriarchy, Oxford [u. a.] 1995
- Siegrun Bubser-Wildner: "Der Traum nach vorwärts", Iowa City, Iowa 1996
- Martina Elisabeth Eidecker: Sinnsuche und Trauerarbeit, Hildesheim [u. a.] 1998
- Doris Janssen: "Blue-Note-Akrobatik", Marburg 1998
- Birgit Margret Ursula Konze: Die Ästhetik des weiblichen Widerstands, Nijmegen 1998
- Hildegard Rossoll: Weltbild und Bildsprache im Werk Irmtraud Morgners, New York [u. a.] 1999
- Siegrun Wildner: Experimentum mundi, St. Ingbert 2000
- Geoffrey Westgate: Strategies under surveillance, Amsterdam [u. a.] 2002
- Geoffrey Plow: Irmtraud Morgner: Adventures in Knowledge, 1959-1974, Oxford [u. a.] 2006